# Alexandra Troizkaja
Alexandra Sergejewna Troizkaja (kasachisch Александра Сергеевна Троицкая, englisch Alexandra Sergeevna Troitskaya; * 18. Dezember 2003 in Almaty) ist eine kasachische Skirennläuferin.

## Karriere
Troizkaja gab ihr internationales Renndebüt am 30. November 2019 bei einem Juniorenrennen in Pfelders. Ihr erstes internationales Großereignis bestritt sie etwas mehr als einen Monat später bei den Olympischen Jugend-Winterspielen in Lausanne, wobei sie ihre einzige Platzierung im Super-G mit Rang 45 erreichte, bei allen anderen Starts schied sie aus.
2022 startete Troizkaja bei den Olympischen Winterspielen in Peking, schied allerdings jedoch bereits im ersten Durchgang des Slaloms aus.
Abgesehen von internationalen Großereignissen startet sie hauptsächlich bei FIS-Rennen und nationalen Meisterschaften in Zentralasien.

## Erfolge

### Olympische Winterspiele
- Peking 2022: DNF Slalom

### Olympische Jugend-Winterspiele
- Lausanne 2020: 45. Super-G, DNF Riesenslalom, DNF Slalom, DNF Alpine Kombination

### Weitere Erfolge
- Kasachische Meisterin im Slalom (2022)
- Kasachische Meisterin in der Alpinen Kombination (2023)
- Kasachische Vizemeisterin im Super-G (2023, 2024)
- Kasachische Vizemeisterin im Riesenslalom (2023)
- Kasachische Vizemeisterin im Slalom (2023)
- Bronze bei den kasachischen Meisterschaften im Super-G (2022)
- Bronze bei den kasachischen Meisterschaften in der Alpinen Kombination (2024)